# 中村藤吉 (1884年生の実業家)
中村 藤吉（なかむら とうきち、前名・茂一郎、1884年（明治17年）5月2日 - 没年不明）は、日本の商人（金物商）、実業家、鳥取県多額納税者。

## 経歴
鳥取県・中村藤吉の長男。前名茂一郎を改め襲名する。金物商を営み、中村商店社長、米子銀行監査役などをつとめる。

## 人物
貴族院多額納税者議員選挙の互選資格を有する。宗教は日蓮宗。趣味は釣り。住所は鳥取県米子市西町。営業所は米子市内町。

## 家族・親族
中村家
- 父・藤吉（1864年 - ?、鳥取平民[1][5]、金物商[6]、中村藤吉商店[注 1]、米子銀行監査役[1][5][6]、前名・定次郎[6]、地主[注 2]） - 1909年、家督を相続する[6]。1926年、退隠する[6]。住所は米子、内町[6]、西町[10]。
- 母・たきの（1879年 - ?、鳥取、石賀善五郎の妹）[5]
- 弟・常一[5]（1892年 - ?、中村藤吉商店取締役[10]）
  - 同妻・まつ（1894年 - ?、鳥取、益尾伝三郎の妹）[5]
- 妻・くみよ（1895年 - ?、鳥取、青木定次郎の二女）[1]
- 長男・彦一[2][6]（1918年 - ?、中村藤吉商店代表取締役）
- 二男[2]
- 三男[2]
- 長女（養子貞良の妻）[2]
- 養子・貞良[2]（中村藤吉商店取締役[10]）